# مینوتور ۵

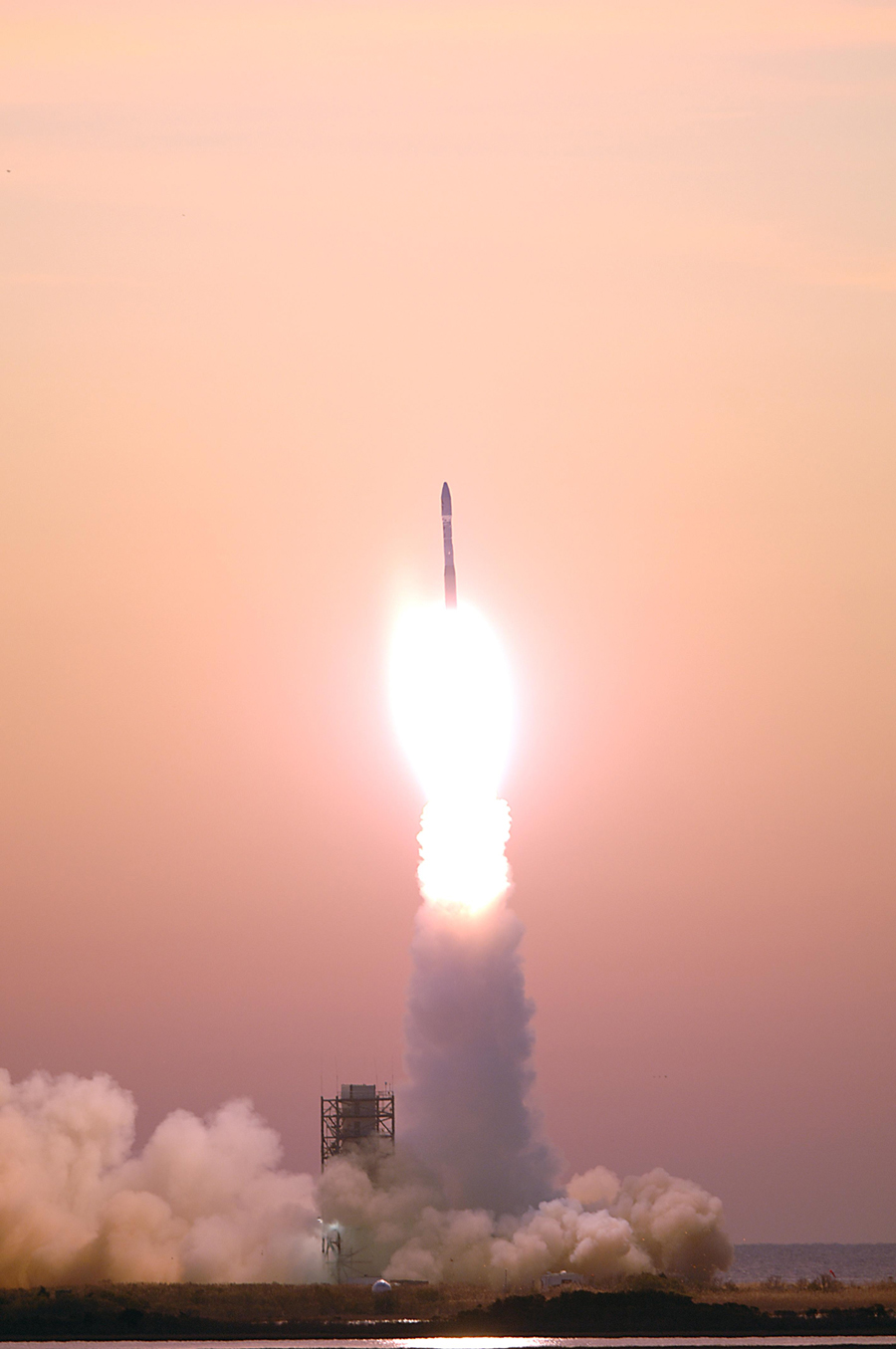

مینوتور ۵ (به انگلیسی: Minotaur V) یکی از موشک های مورد استفاده ناسا است.
این پرتابگر ساخت شرکت اوربیتال ساینسز کورپوریشن است و یک سیستم پرتابی ۵ مرحله ایست.